# Хупер (Колорадо)
Хупер (енгл. Hooper) град је у америчкој савезној држави Колорадо.

## Демографија
По попису из 2010. године број становника је 103, што је 20 (-16,3%) становника мање него 2000. године.
| Група             | 2000.      | 2010.      |
| Белци             | 91 (74,0%) | 72 (69,9%) |
| Афроамериканци    | 0 (0,0%)   | 0 (0,0%)   |
| Азијати           | 0 (0,0%)   | 0 (0,0%)   |
| Хиспаноамериканци | 23 (18,7%) | 31 (30,1%) |
| Укупно            | 123        | 103        |